# Rivière Case
Pour les articles homonymes, voir Case (homonymie).
La rivière Case (en anglais : Case River) est un affluent de la rivière Kabika, coulant dans le district de Cochrane, dans le Nord-Est de l'Ontario, au Canada. Le cours de cette rivière traverse les cantons de Steele, Case et Kenning.